# تنگ مهدی
تنگ مهدی، روستایی از توابع بخش کربال شهرستان شیراز در استان فارس ایران است.

## جمعیت
این روستا در دهستان خیرآباد قرار دارد و براساس سرشماری مرکز آمار ایران در سال ۱۳۸۵، جمعیت آن زیر سه خانوار بوده‌است.